# Релігійна правова сім'я
Релігійна правова сім'я — група правових систем, що характеризуються фундаментальним значенням в них релігії, продовженням якої виступають правові явища. Основним джерелом права тут є релігійні тексти, наприклад Святе Письмо. Найбільш розвинуті системи мусульманського, індуського, юдейського і християнського права.

## Ознаки релігійної правової сім'ї
- Нерозривний зв'язок з релігією. Кожна правова система, що входить до цієї правової сім'ї, є частиною певної релігії. У цих системах не відбулося чіткого виокремлення норм права з інших соціальних норм, насамперед, релігійних;
- Розгляд права як результату божественного відкриття, а не як наслідку раціональної діяльності особистості і держави. Право надане раз і назавжди, тож завдання людини в такій системі — лише правильно усвідомити і витлумачити божественні норми;
- Персональний характер дії права. Засноване на релігії право поширює свою дію не на певну територію, а на конкретну релігійну громаду, тобто індивідуально. Якщо особа відмовилася від своєї релігії, вона виходить зі сфери дії цієї правової системи — таким чином, право не поширюється на інновірців та атеїстів;
- Визнання соціальної цінності права. В усіх релігіях присутня ідея богоугодного характеру права і воно визнається необхідним елементом справедливого суспільного устрою;
- Невизнання принципу формальної рівності прав людини. Релігійні правові системи наділяють людину різним правовим статусом — правами й обов'язками згідно з належністю до певної групи, вирізненої за такими критеріями, як статевий, національний, регіональний або соціальний.

### Мусульманське право
Мусульманське право в основному сформувалося в період становлення феодального суспільства в Арабському Халіфаті у VII—X ст.ст. Воно базується на мусульманській релігії — ісламі. Мусульманське право охоплює всі сфери суспільного життя, а тому включає не тільки правові приписи, але і мотиви, правила дотримання постів, подачі милостині, здійснення паломництва тощо. В такому значенні — це єдина ісламська система соціально-нормативного регулювання, яка містить і правові норми, і неправові регулятори (релігійні, моральні, звичаєві). Таким чином, можна вважати, що мусульманське право — це лише частина релігії ісламу.
Джерела права:
- Коран — священне письмо мусульман та релігії ісламу. Він містить в собі основні принципи та ідеї віроповчання Мухаммеда. Загалом, це норми ритуальної поведінки під час молитви, посту, паломництва, і тільки незначна його частина застосовується як норми права. В Корані нараховується 114 сур (глав) різної довжини (від 3 до 286 айатов (віршів), від 15 до 6144 слів);
- Сунна — священне передання ісламу, викладене у формі розповідей про вчинки й висловлювання пророка Мухаммеда, приклади з його життя, його слова й оцінки з різних питань віри й життя. Ці розповіді (справжні та легендарні), передані від імені сподвижників Мухаммеда і їх учнів, як би пояснюють і доповнюють Коран;
- Іджма — узгоджена думка (рішення) авторитетних осіб з приводу питання, що обговорюється, одне з джерел мусульманського права (фікху). Обов'язковою умовою прийняття іджми всією мусульманською спільнотою є її обґрунтування на основі першоджерел ісламу — Корані і Сунні;
- Кіяс — рішення за аналогією. Кіяс дозволяє вирішити питання за аналогією з ситуацією, описаної в Корані і Сунні.

### Індуське право
Індуське право — правова система, яку використовують індуїсти, особливо в Індії і яка спирається на приписи індуїзму. Норми цього права, пов'язані зі шлюбом, родинними відносинами, спадщиною, регулюють відносини не лише значної частини населення Індії, а й інших країн (насамперед країн Південно-Східної Азії), де поширений індуїзм. Головними принципами індуїзму — релігії, філософії та права — були ідеї дгарми.
Дгарма — це релігійно-моральний обов'язок, виконання якого веде до прикінцевої, головної мети життя кожної людини, так званої «мокши» (тобто повного звільнення).
Джерела права:
- Веди — священні тексти індуїзму, які були записані в II—I тис. до н. е. ведичним санскритом. У них згадуються 1999 богів і міститься 1028 гімнів. Веди складаються з 4-х частин: ригведи — веди гімнів, самаведи — веди пісень, яджурведи — веди жертвоприношень, артхарваведи — веди заклинань;
- Збірники висловлювань індійських авторитетів;
- Звичаї — поведінка доброчесних людей.

### Юдейське право
Юдейське право — це право єврейського народу. Єврейське право є складовою частиною юдаїзму. Юдейське право поширюється виключно на одну націю — євреїв. Дотримання релігійних наказів так само обов'язкове для додержання як і закони юдаїзму.
Джерела права:
- Талмуд — це великий кодекс релігійно-юридичних правил життя євреїв. Талмуд сформувався впродовж багатьох віків — з IV ст. до н. е. до IV ст. н. е. Століттями первинний зміст Талмуду передавався усно із покоління в покоління. Крім законодавчих текстів, званих Галаха, Талмуд включає велику кількість сюжетів, історичних, медичних текстів;
- Агада — притчі, легенди, сентенції, проповіді, поетичні гімни, присвячені народу Ізраїля та його Святій Землі, філософсько-теологічні міркування, що є частиною Усного Закону, але не мають характеру релігійно-юридичної регламентації. Повинні полегшити застосування «кодексу законів»;
- Тора — Закон Мойсея, П'ятикнижжя Мойсеєве — перша частина Танаху, сукупність юдейського традиційного закону. Закон, що встановлює для людини норми поведінки, який значною мірою визначає її вчинки і характер відносин між людьми.

### Канонічне право
Канонічне право — релігійно-правова система, що регулює суспільні відносини всередині громади, яка сповідує християнство. Канонічне право відрізнялося також широтою регульованих ним відносин. Воно включало в себе питання як духовного, так і світського життя, була обов'язковою як для кліриків, так і для мирян.
Джерела права:
- Святе Письмо (Новий Заповіт) — священна книга християнства, частина Біблії, написана християнськими святими давньогрецькою мовою. Складається з чотирьох Євангелія, книги історичної, послань апостола Павла, соборних послань, книги пророцької;
- Святе Передання —Боже вчення, істина, мудрість, яка поступово відкривається людству протягом його історії і яка, наскільки це можливо, зберігається і передається святою Вселенською православною церквою, а також через особистий приклад і вчинки віруючими в Бога від покоління до покоління;
- Апостольські правила — важлива пам'ятка церковного законодавства. Хоча авторство і не належить святим апостолам, православні, католицька та ряд протестантських церков визнають за ними апостольський авторитет, хоча католики і протестанти не визнають їх у первісному вигляді;
- Постанови Вселенського Собору — це рішення зібрань єпископів і вчителів церкви із всіх помічних самостійних церков. Дії Вселенського Собору є найвищими правилами для Церкви, вони поширюються на всі Помісні Собори і на всі часи. За встановленим правилом, необхідною умовою для складу Вселенського Собору була присутність на ньому всіх патріархів особисто, або уповноважених від них з грамотами;
- Звичай — регламентований спосіб дій, обов'язковість якого обґрунтована не на прямому розпорядженні закону, а на загальному переконанні в тому, що він традиційний, правочинний, необхідний;
- Думка авторитетних каноністів — допоміжне джерело права. Твори знавців канонів у вигляді відповідей на питання, канонічних трактатів чи тлумачень на канони, почали включатися в церковно-законодавчі збірники;
- Постанови Римських Пап — рішення Римських Пап, які є обов'язковими і мають виконуватися беззаперечно.

### Буддійське право
Буддійське право — релігійно-філософське вчення (Дгарма) про духовне пробудження (бодгі), яке виникло близько VI століття до н. е. в Давній Індії. Засновано на легітимності, правовій силі, правосуб'єктності та світоглядному культурно-правовому авторитеті Сіддгартхи Ґаутами, його попередників і послідовників. Релігійна або світоглядна (залежно від коментарів) культурно-правова система, сформувалася в VI столітті до н. е. Застосовується поряд і разом з секулярним (світським) правом в правових системах ряду азійських країн (держав). Одна з найбільш ненасильницьких релігійних нормативно-правових систем.
Джерела права:
- Сутта (звернення), відома як Бенареська проповідь — була першою промовою, яку Будда виголосив після того, як досяг Повного Пробудження; в ній містяться основні принципи буддизму;
- Трипітака — уклад буддійських священних текстів. У буддійському світі існує безліч версій Трипітаки, в які входить величезна кількість різних текстів. Трипітака — мовою означає — «три глеки», або «три кошики». Трипітака буча кодифікована близько І ст. Тексти Трипітаки містять у собі три основні частини — пітаки — Віная-пітаку, Сутта-пітаку й Абідарма-пітаку. Перша, Віная-пітака, присвячена головним чином правилам поведінки ченців і порядкам у чернечих громадах. Другу, центральну й найбільшу частину Трипітаки складає Сутта-пітака. У ній містяться оповідання про життя Будди і його висловлювання щодо різних життєвих ситуацій. До третього «глека» — Абідарма-пітаки — входять в основному проповіді й повчання з абстрактно-філософським поглядом на життя.

### Синтоїстське право
Синтоїстське право — діє частково лише в одній країні Японії. Засноване на анімістичних віруваннях давніх японців, об'єктами поклоніння є численні божества і духи померлих. Витоками синтоїзму були первісні форми вірувань — анімізм, тотемізм, культ предків, культ вождів тощо.
Джерела права
- Кодзікі — японська історична хроніка, пам'ятка японської літератури, одна з основних книг синтоїстського канону. При переході від форм патріархально-родової влади до аристократичної монархії уряд, запозичивши основні принципи китайської державності (танської епохи), вирішило зафіксувати за допомогою китайських ієрогліфів всі перекази, що розповідають про космогонії, про виникнення японської держави і про божественне походження царського дому;
- Ніхонгі — хроніка правлінь імператорів Японії з найдавніших часів до 697 (31 том). Структурно «Ніхонгі» складається з трьох сувоїв. Перші дві глави першого сувою присвячені ері богів. В них зібрані космогонічні міфи, а також частина сказань про завойовницькі походи давніх героїв. Історія ери людей починається з третього розділу першого сувою, з розповіді про походи і правління напівлегендарного імператора Дзімму. Далі генеалогія імператорів перемежовується з історичними оповідями і переказами про завойовницькі походи. Завершується сувій історією правління імператора Муреміцу (499—506). Другий сувій присвячений історії правління імператора Темму (672—686), третій — правлінню імператру Дзіто (686—696). Продовженням «Ніхонгі» є «Сьоку Ніхонгі» — продовження анналів Японії, що охоплює період з 697 по 791 (40 тт.). Це такі ж хроніки, як і «Ніхонгі.», але в них ширше представлені документи, поміщені біографічні дані державних діячів і священнослужителів.

### Зороастризм
Зороастризм — стародавнє пророцьке віровчення, в основі якого знаходиться проповідь давньоіранського пророка Заратуштри, відома з зороастрійських гімнів — Гат, які дійшли до нас у складі Авести — священого зороастрійського канону. Основою для зороастризму послужила давньоіранська міфологія.
Джерела права:
- Авеста — священна книга зороастризму та його представників, послідовників Заратуштри, котрий виступав як великий реформатор маздаїзму, найдавнішої політеїстичної релігії іранців, і підніс культ Агура-Мазди як втілення чистого добра. Авеста написана на одній з древньоіранських мов, точна локалізація якої не встановлена. Умовно вважається, що текст був викладений на одному з північних діалектів іранської мови. Цей пам'ятник дійшов до нас у двох основних варіантах. Один являє собою збірник молитов, що включає в себе три частини: Вендідат, Вісперед і Ясна. Тексти цих книг розташовані хаотично, але цей порядок канонізований. Друга редакція являє собою зібрання тих же книг, але розташованих в іншому порядку, пристосованому задля читання при богослужінні, а для систематичного вивчення. У цьому варіанті текст супроводжується коментованим перекладом на середньоперсидській мові, записаним пехлевійскім алфавітом. Цей переклад-коментар називається Зенд. Тому другий варіант називається Зенд-Авеста.